# 岡山県道345号上横野兼田線
岡山県道345号上横野兼田線（おかやまけんどう345ごう かみよこのかねだせん）は、岡山県津山市を通る一般県道である。

## 概要
津山市上横野から津山市川崎に至る。路線名称に用いられている兼田は津山市川崎の小字である。

### 路線データ
- 起点：津山市上横野（岡山県道68号津山加茂線交点、岡山県道478号大田上横野線終点）
- 終点：津山市川崎（国道53号・国道179号・国道429号上）
- 総延長：11.0 km

## 歴史
- 1974年（昭和49年）2月12日 - 岡山県告示第154号により認定される。

前身は岡山県道345号上横野下押入線。津山市押入字下押入以南の国道53号が改良で付け替わったことにより国道53号旧道を編入して現路線が成立した。

## 路線状況

### 重複区間
- 岡山県道478号大田上横野線（津山市上横野）
- 国道53号・国道179号・国道429号（津山市河辺 - 津山市川崎）

### 道路施設

#### 橋梁
- 河辺押入大橋（因美線・加茂川、津山市）

## 地理

### 通過する自治体
- 津山市

### 交差する道路
| 交差する道路                                                                  | 交差する場所 | 交差する場所 |
| ----------------------------------------------------------------------------- | ------------ | ------------ |
| 岡山県道68号津山加茂線 岡山県道478号大田上横野線 重複区間起点                 | 上横野       | 起点         |
| 岡山県道478号大田上横野線 重複区間終点                                        | 上横野       |              |
| 岡山県道394号大篠津山停車場線                                                 | 大篠         |              |
| 津山広域農道                                                                  | 下高倉西     |              |
| 岡山県道346号下高倉西高野本郷線                                               | 下高倉西     |              |
| 国道53号 重複区間起点 国道179号 重複区間起点 国道374号 国道429号 重複区間起点 | 河辺         | 新河辺交差点 |
| 岡山県道477号金屋国分寺線                                                     | 国分寺       | 国分寺交差点 |
| 国道53号 重複区間終点 国道179号 重複区間終点 国道429号 重複区間終点           | 川崎         | 終点         |

### 交差する鉄道
- 因美線

### 沿線
- 津山市立高田小学校
- 津山市立高倉小学校
- 津山中央病院
- E2A 中国自動車道 13 津山IC（終点付近）